# Zostać koszykarką
Zostać koszykarką (ang. Double Teamed, 2002) – amerykański film familijny oparty na faktach.
Film jest emitowany za pośrednictwem telewizji Disney Channel.
Film został wyemitowany w Telewizji Polsat 19 grudnia 2009 roku i w TV4 6 marca 2010 roku pod tytułem „Dwutakt”.

## Fabuła
Bliźniacze siostry Heather i Heidi Burge zaczynają chodzić do innej szkoły. Ich ojciec jest przekonany, że zdobędą tam lepsze wykształcenie. Wcześniej obie dziewczyny grały w szkolnej drużynie siatkówki. W nowej placówce wysoka Heather zostaje zauważona przez trenera koszykówki. Otrzymuje od niego zaproszenie do drużyny. Tymczasem Heidi zapisuje się do kółka dramatycznego, ponieważ nie chce być w cieniu siostry. Zostaje jednak zmuszona przez ojca do gry w koszykówkę razem z Heather.

## Obsada
- Poppi Monroe jako Heather Burge
- Annie McElwain jako Heidi Burge
- Teal Redmann jako Nicky Williams
- Nick Searcy jako Larry Burge
- Tanya Goott jako Madison Stricklin
- Joey Miyashima jako Wendall Yoshida
- Mackenzie Phillips jako Mary Burge
- Chris Olivero jako Galen Alderman

## Polski dubbing
Wersja polska: SDI Media Polska

Reżyseria: Agnieszka Zwolińska

Dialogi: Kamila Klimas-Przybysz

Wystąpili:
- Julia Kołakowska - Heidi
- Monika Pikuła - Heather
- Tomasz Kozłowicz
- Łukasz Talik
- Joanna Pach
- Zofia Przybyl
- Agata Kasprzak
- Bożena Furczyk
- Anna Apostolakis
- Anna Sroka
- Piotr Bąk
- Katarzyna Łaska
- Anna Wodzyńska
- Grzegorz Pawlak
- Marek Robaczewski
- Wojciech Paszkowski
- Agnieszka Fajlhauer

Lektor: Paweł Bukrewicz